# Šivizam
Šivizam (Devanagari: शैव संप्रदाय) jedna je od glavnih tradicija unutar hinduizma koja poštuje Šivu kao Vrhovno biće. Sledbenici Šivizma se nazivaju „šivistima”. To je jedna od najvećih sekti koja veruje da je Šiva - obožavana kao stvaralac i razarač svetova - vrhovni bog nad svima. Šiva ima mnogo podtradicija, koje se kreću od duhovnog dualističkog teizma, kao što je Šiva Sidanta do monističkog neteizma orijentiranog na jogu, kao što je kašmirski šivizam. Šivizam smatra Vede i tekstove Agame važnim teološkim izvorima. Poreklo Šivizma može se pratiti od zamisli Rudre u Rigvedi.
Šivizam ima drevne korene, koji se mogu pratiti u vedskoj literaturi drugog milenijuma pne, mada to je u obliku vedskog božanstva Rudre. Drevni tekst Švetašvatara Upanišad iz kasnog prvog milenijuma pne spominje termine kao što su Rudra, Šiva i Mahešvaram, ali se njegova interpretacija kao teistički ili monistički tekst šivizma osporava. U ranim vekovima nove ere prvi jasan dokaz dolazi od Paupata Šivisma. Pobožni i monistički šivizam postao je popularan u 1. milenijumu, i ubrzo je postao dominantna religijska tradicija mnogih hinduističkih kraljevstava. U jugoistočnu Aziju dospeo je ubrzo nakon toga, što je dovelo izgradnje hiljada hramova Šive na ostrvima Indonezije, kao i Kambodže i Vijetnama, koji su se uporedo razvijali sa budizmom u ovim regionima. U savremenom dobu, šivizam je jedan od glavnih aspekata hinduizma.
Šivistička teologija se kreće od Šive kao kreatora, čuvara, razarača do njegog poistovećivanja sa Atmanom (suštinom, dušom) unutar sebe i svakog živog bića. Ona je blisko povezana sa šaktizmom, a deo šivista vrši bogosluženje u hramovima Šive i Šakte. Hinduistička tradicija najviše prihvata asketski život i naglašava jogu. Kao i druge hinduističke tradicije, ona ohrabruje pojedinca da otkrije i bude jedno sa Šivom unutar sebe. Šivizam je jedna od najvećih tradicija u hinduizmu.

## Napomene
1. ↑  Zajeno sa Višnuizmom, Šaktizmom, i Smartizmom

## Literatura
- Apte, Vaman Shivram (1965). The Practical Sanskrit Dictionary. Delhi: Motilal Banarsidass Publishers. ISBN 978-81-208-0567-5. (fourth revised & enlarged edition).
- Basham, A. L. (1989).  Zysk, Kenneth, ур. The Origins and Development of Classical Hinduism. New York: Oxford University Press. ISBN 978-0-19-507349-2.
- Bhandarkar, Ramakrishna Gopal (1913). Vaisnavism, Śaivism, and Minor Religious Systems. New Delhi: Asian Educational Services. ISBN 978-81-206-0122-2. Third AES reprint edition, 1995.
- Bhattacharyya, Haridas, ур. (1956). The Cultural Heritage of India. Calcutta: The Ramakrishna Mission Institute of Culture. Four volumes.
- Briggs, Lawrence Palmer (1951). „The Syncretism of Religions in Southeast Asia, Especially in the Khmer Empire”. Journal of the American Oriental Society. 71 (4): 230—249. JSTOR 596106. doi:10.2307/596106.
- Chakravarti, Mahadev (1994). The Concept of Rudra-Śiva Through The Ages (Second Revised изд.). Delhi: Motilal Banarsidass. ISBN 978-81-208-0053-3.
- Courtright, Paul B. (1985). Gaṇeśa: Lord of Obstacles, Lord of Beginnings. New York: Oxford University Press. ISBN 978-0-19-505742-3.
- Daniélou, Alain (1991). The Myths and Gods of India: The Classic Work on Hindu Polytheism from the Princeton Bollingen Series. Inner Traditions. ISBN 978-1-59477-733-2.
- Daniélou, Alain (1987). While the Gods Play: Shaiva Oracles and Predictions on the Cycles of History and the Destiny of Mankind. Inner Traditions. ISBN 978-1-59477-736-3.
- Dasgupta, Surendranath (1955). A History of Indian Philosophy, Vol. 5: The Southern Schools of Śaivism. Cambridge University Press.
- Dhavamony, Mariasusai (1971). Love of God according to Śaiva Siddhānta: a study in the mysticism and theology of Śaivism. Clarendon Press. ISBN 978-0-19-826523-8.
- Flood, Gavin (1996). An Introduction to Hinduism. Cambridge: Cambridge University Press. ISBN 978-0-521-43878-0.
- Flood, Gavin, ур. (2003). „The Śaiva Traditions”. The Blackwell Companion to Hinduism. Malden, MA: Wiley-Blackwell. ISBN 978-1405132510.
- Gray, David B. (2016). „Tantra and the Tantric Traditions of Hinduism and Buddhism”. Oxford Research Encyclopedia of Religion. Oxford University Press. ISBN 978-0-19-934037-8. doi:10.1093/acrefore/9780199340378.013.59.
- Grimes, John A. (1995). Ganapati: Song of the Self. SUNY Series in Religious Studies. Albany: State University of New York Press. ISBN 978-0-7914-2440-7.
- Harper, Katherine Anne; Brown, Robert L. (2002). The Roots of Tantra. Albany, New York: State University of New York Press. ISBN 978-0-7914-5306-3.
- Glucklich, Ariel (2008). The Strides of Vishnu : Hindu Culture in Historical Perspective: Hindu Culture in Historical Perspective. Oxford University Press. ISBN 978-0-19-971825-2.
- Gonda, Jan (1977). „Ch. 10-13”. Medieval Religious Literature in Sanskrit. A History of Indian Literature 2.1. Harrassowitz Verlag.
- Keay, John (2000). India: A History. New York: Grove Press. ISBN 978-0-8021-3797-5.
- Kinney, Ann R.; Klokke, Marijke J.; Kieven, Lydia (2003). Worshiping Siva and Buddha: The Temple Art of East Java. University of Hawaii Press. ISBN 978-0-8248-2779-3.
- Kramrisch, Stella (1993). The Presence of Siva. Princeton University Press. ISBN 978-0-691-01930-7.
- Lorenzen, David N. (1987). „Śaivism: An Overview”.  Ур.: Eliade, Mircea. The Encyclopedia of Religion. 13. Collier Macmillan.
- Jones, Constance; Ryan, James D. (2006). Encyclopedia of Hinduism. Infobase Publishing. ISBN 978-0-8160-7564-5.
- Lipner, Julius (2012). Hindus: Their Religious Beliefs and Practices. Routledge. ISBN 978-1-135-24061-5.
- Mallinson, James (2012). „Nāth Sampradāya”.  Ур.: Knut A. Jacobsen; Basu, Helene; Malinar, Angelika; Narayanan, Vasudha. Brill's Encyclopedia of Hinduism. 3. Brill Academic.
- Mate, M. S. (1988). Temples and Legends of Maharashtra. Bombay: Bharatiya Vidya Bhavan.
- Michaels, Axel (2004). Hinduism: Past and Present. Princeton, New Jersey: Princeton University Press. ISBN 978-0-691-08953-9.
- R. Blake Michael (1992). The Origins of Vīraśaiva Sects: A Typological Analysis of Ritual and Associational Patterns in the Śūnyasaṃpādane. Motilal Banarsidass. ISBN 978-81-208-0776-1.
- Paul E. Muller-Ortega (2010). Triadic Heart of Siva, The: Kaula Tantricism of Abhinavagupta in the Non-dual Shaivism of Kashmir. State University of New York Press. ISBN 978-1-4384-1385-3.
- Rigopoulos, Antonio (1998). Dattatreya: The Immortal Guru, Yogin, and Avatara: A Study of the Transformative and Inclusive Character of a Multi-faceted Hindu Deity. State University of New York Press. ISBN 978-0-7914-3696-7.
- Nath, Vijay (2001). „From 'Brahmanism' to 'Hinduism': Negotiating the Myth of the Great Tradition”. Social Scientist. 29 (3/4): 19—50. JSTOR 3518337. doi:10.2307/3518337.
- Oberlies, T. (1998). Die Religion des Rgveda. Vienna.
- S Parmeshwaranand (2004). Encyclopaedia of the Śaivism. Sarup & Sons. ISBN 978-81-7625-427-4.
- Pathak, V. S. (1960). History of Śaiva Cults in Northern India from Inscriptions, 700 A.D. to 1200 A.D. Motilal Banarsidass.
- Indira Viswanathan Peterson (2014). Poems to Siva: The Hymns of the Tamil Saints. Princeton University Press. ISBN 978-1-4008-6006-7.
- A. K. Ramanujan (1973). Speaking of Śiva. Penguin. ISBN 978-0-14-044270-0.
- Velcheru Narayana Rao; Roghair, Gene H. (2014). Siva's Warriors: The Basava Purana of Palkuriki Somanatha. Princeton University Press. ISBN 978-1-4008-6090-6.
- Rocher, Ludo (1986). The Puranas. Otto Harrassowitz Verlag. ISBN 978-3447025225.
- Samuel, Geoffrey (2008). The Origins of Yoga and Tantra. Cambridge University Press. ISBN 978-0-521-69534-3.
- Sanderson, Alexis (2009). „The Śaiva Age: The Rise and Dominance of Śaivism during the Early Medieval Period” (PDF).  Ур.: Einoo, Shingo. Genesis and Development of Tantrism. Tokyo: Institute of Oriental Culture. Архивирано из оригинала (PDF) 01. 03. 2019. г. Приступљено 20. 07. 2019.
- Sanderson, Alexis (1988). „Saivism and the Tantric Traditions”.  Ур.: S Sutherland;  . The World's Religions. Routledge.
- Sanderson, Alexis (1995). „Meaning of a Tantric Ritual”.  Ур.: Blondeau, AM; K Schipper. Essais sur le Rituel. Louvain: Peeters.
- Sanderson, Alexis (2004). „The Śaiva Religion among the Khmers Part I”. Bulletin de l'École Française d'Extrême-Orient. 90/91: 349—462. JSTOR 43732654.
- Sanderson, Alexis (2010).  Dominic Goodall & Andre Padoux, ур. Mélanges tantriques à la mémoire d'Hélène Brunner: Tantric Studies in Memory of Hélène Brunner. Institut Français de Pondichéry. ISBN 978-2855396668.
- Hilko Wiardo Schomerus (2000). Śaiva Siddhānta: An Indian School of Mystical Thought : Presented as a System and Documented from the Original Tamil Sources. Motilal Banarsidass. ISBN 978-81-208-1569-8.
- Sharma, Ram Karan (1988). Elements of Poetry in the Mahābhārata (2nd изд.). Delhi: Motilal Banarsidass. ISBN 978-81-208-0544-6.
- Tattwananda, Swami (1984). Vaisnava Sects, Saiva Sects, Mother Worship (First Revised изд.). Calcutta: Firma KLM Private Ltd.
- Vasugupta; Mark Dyczkowski (Translator) (1992). The Aphorisms of Siva: The Siva Sutra with Bhaskara's Commentary, the Varttika. State University of New York Press. ISBN 978-0-7914-1264-0.
- Winternitz, Maurice (1972). History of Indian Literature. New Delhi: Oriental Books Reprint Corporation. Second revised reprint edition. Two volumes. First published 1927 by the University of Calcutta.